# Puquio (font)
Un pukio és un brollador d'aigua que forma part d'un vell sistema d'aqüeductes, prop de la ciutat de Nazca, al Perú. De 36 puquis, la majoria estan encara funcionant, portant aigua fresca al desert. N'hi han a Cantalloc.
Hi ha investigacions en conflicte respecte a quan els aqüeductes van ser construïts realment. Alguns arqueòlegs sostenen que van ser construïts pels arquitectes precolombins de Nazca al voltant del 540 abans de Crist, en resposta a dues sequeres perllongades durant aquest temps. Hi ha una falta general de referències històriques tant després com abans de l'arribada de l'Imperi espanyol
Mentre que Katharina Schreiber i Josué Lanchon Rojas, al seu llibre Irrigation and Society in the Peruvian Desert (Reg i societat al desert peruà ), mostren evidència que els puquis van ser construïts per una civilització prehispànica. Mónica Barnes i David Fleming afirmen que Schreiber i Lanchon Rojas han interpretat les proves incorrectament i que hi ha explicacions que suggereixen que van ser construïts després de l'arribada dels colons espanyols. Assenyalen que ni Pedro Cieza de León, ni Geronimo de Vivar, ni Reginaldo de Lizárraga ni Antonio Vázquez d'Espinosa, que van visitar la zona, fan cap menció d'un sistema d'irrigació allà. No obstant això, la primera referència d'un sistema d'irrigació a la zona de Nazca és al voltant de 1692.

## Aqüeductes de Cantalloc
Els aqüeductes de Cantalloc són uns aqüeductes construïts per la cultura Nazca i ubicats a 4 km al nord de la ciutat de Nazca. Es van construir més de 46 aqüeductes, que es feien servir tot l'any. Hi ha altres aqüeductes a diversos llocs de la ciutat.
Formen part d'un sistema d'aqüeductes del mateix tipus (anomenat " puquis ") construït pel mateix poble Nazca 
Els aqüeductes asseguraven el subministrament d'aigua a la ciutat de Nazca i als camps dels voltants, cosa que permet el cultiu de cotó, faves, papes, blat de moro, etc. en una regió àrida.
Van ser construïts amb pedres lloses i troncs de huarango. Els aqüeductes de Cantalloc tenen pous de ventilació amb formes espiral que baixen fins a l'ús del subsòl que permet obtenir l'aigua subterrània.

## Galeria

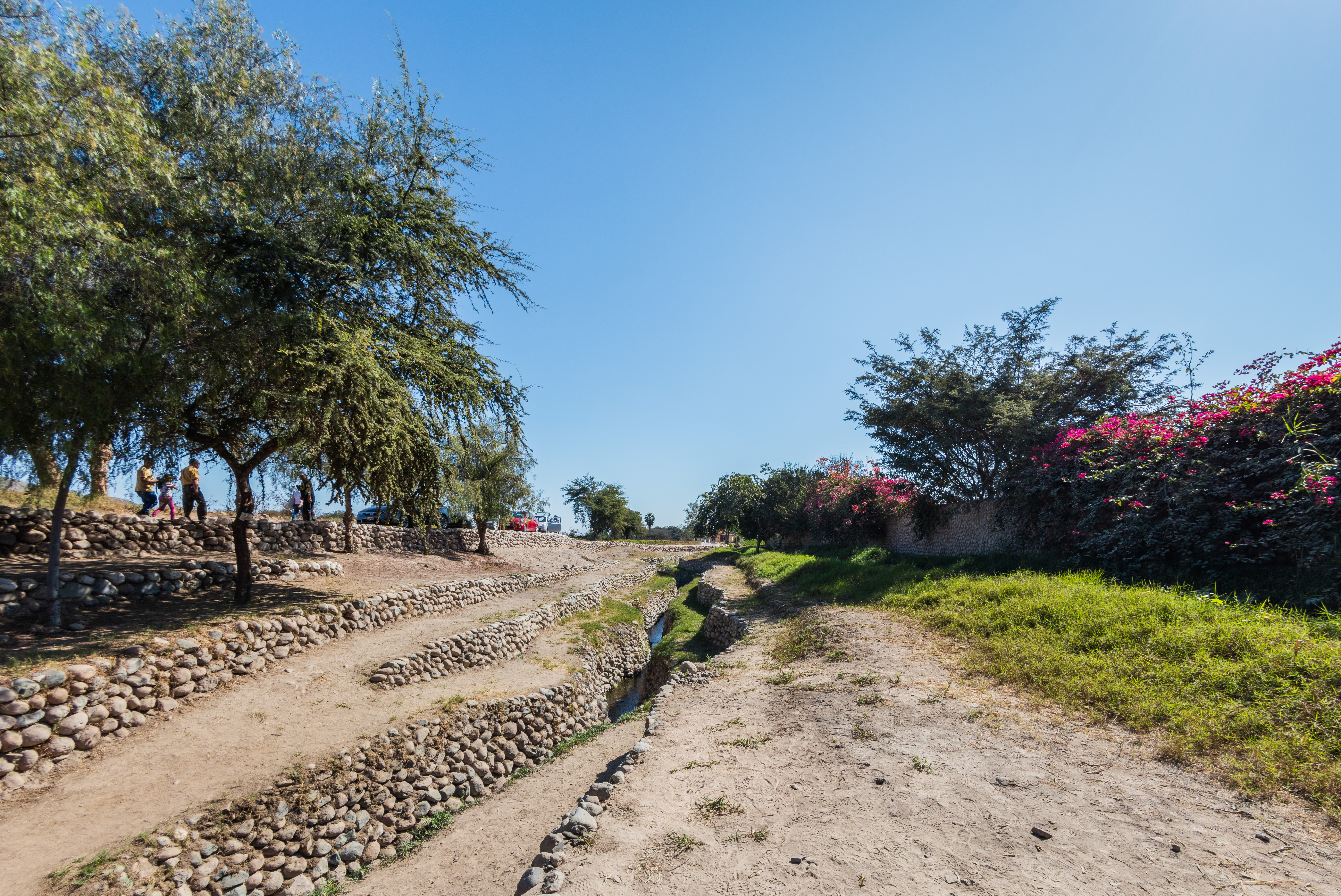
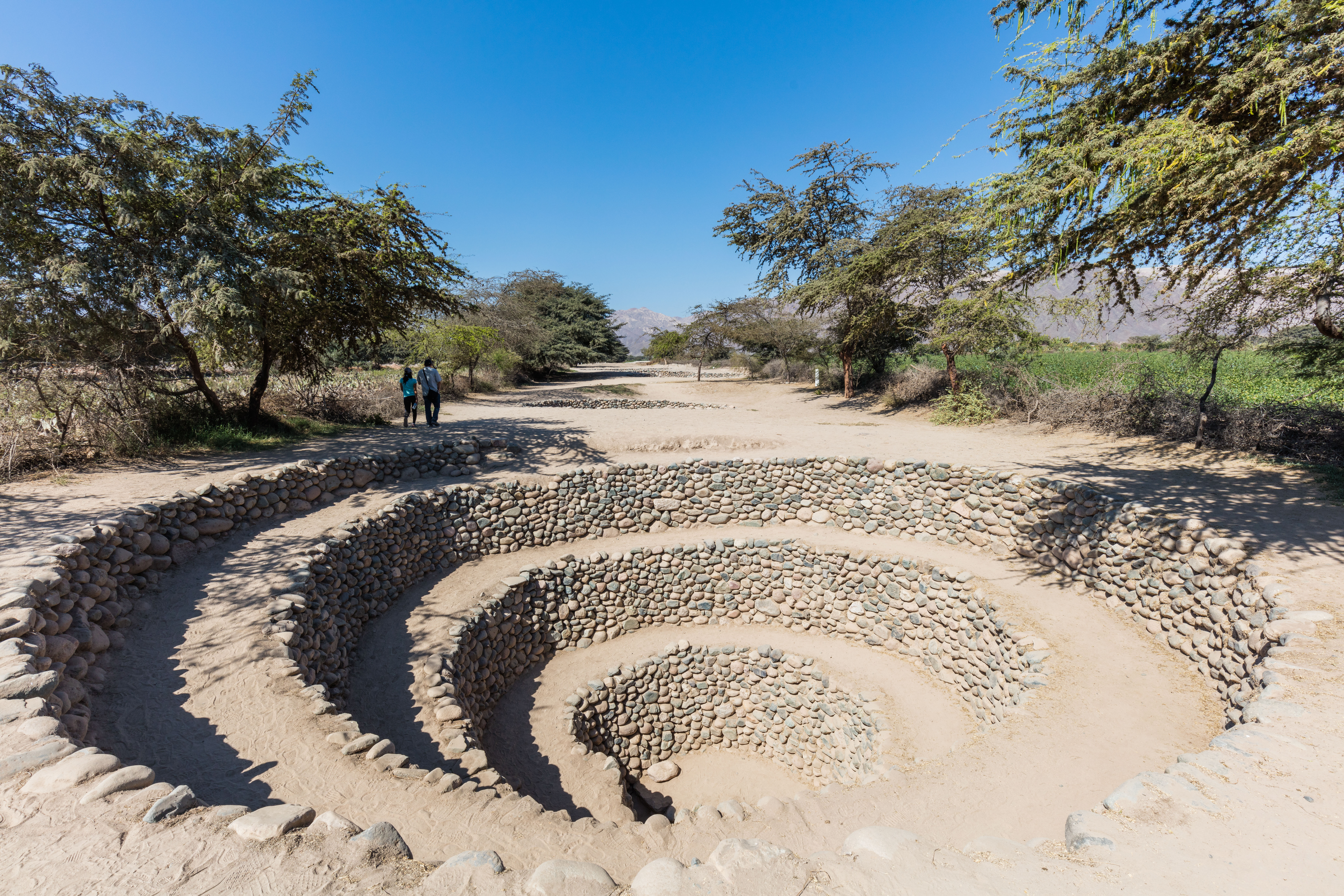
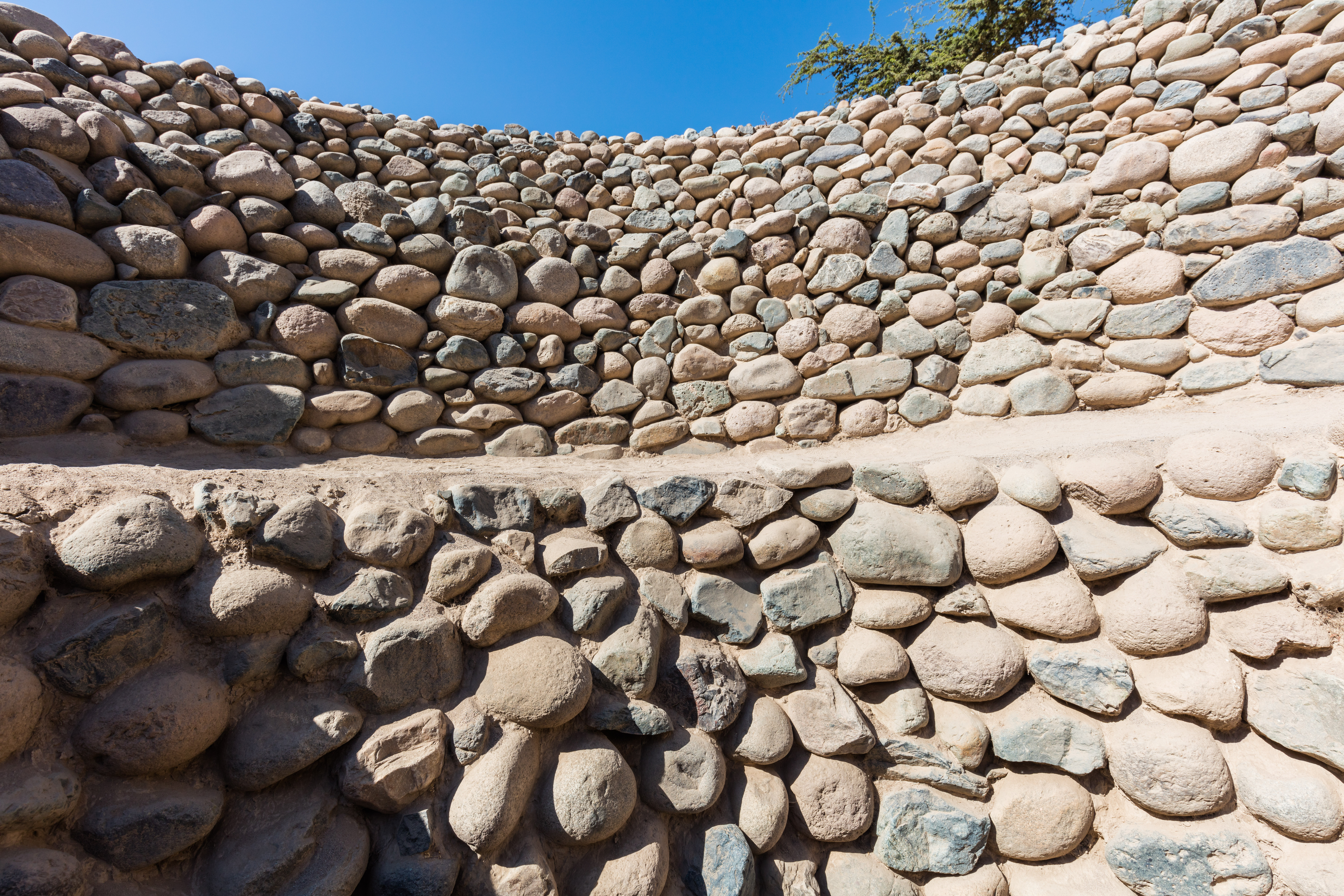
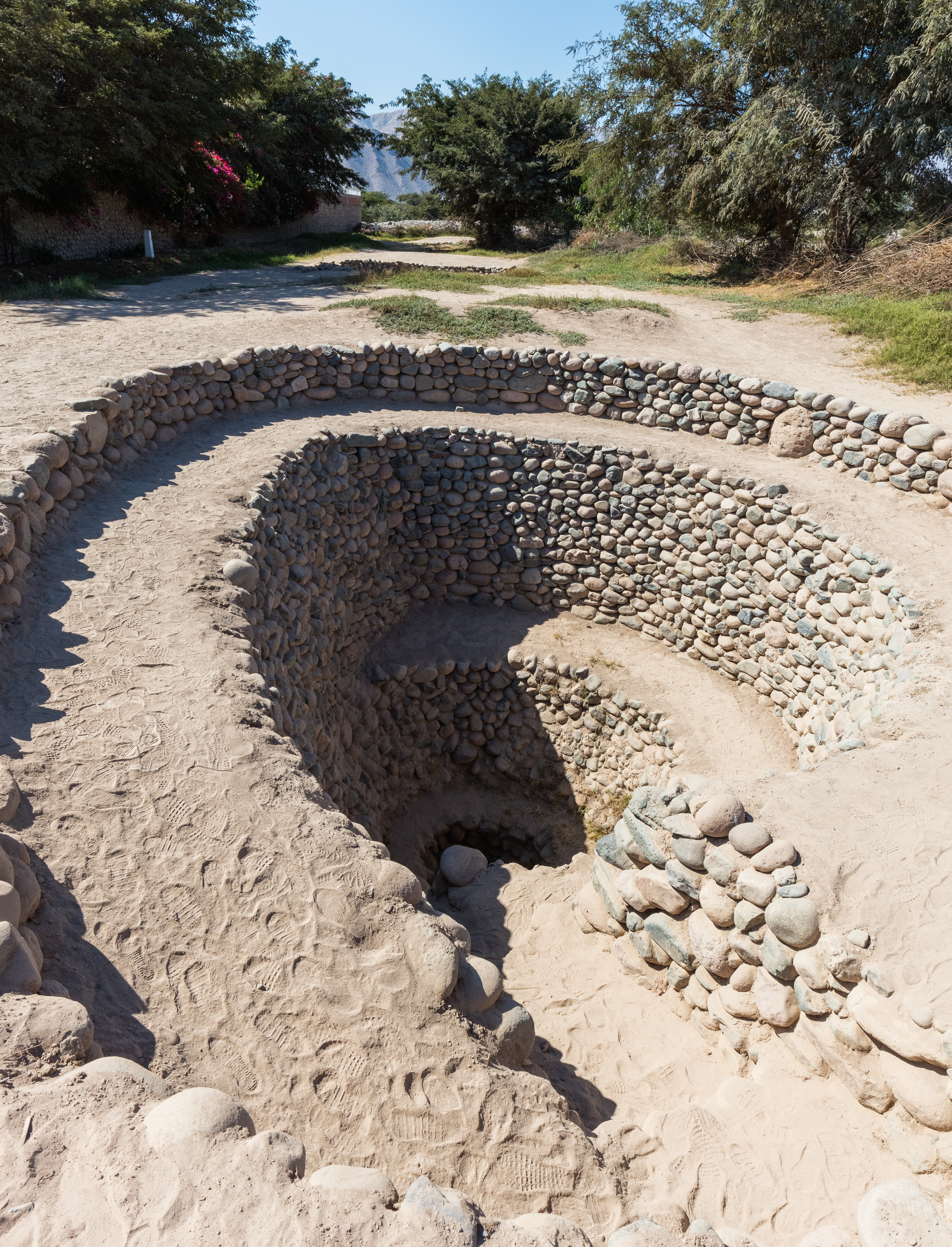
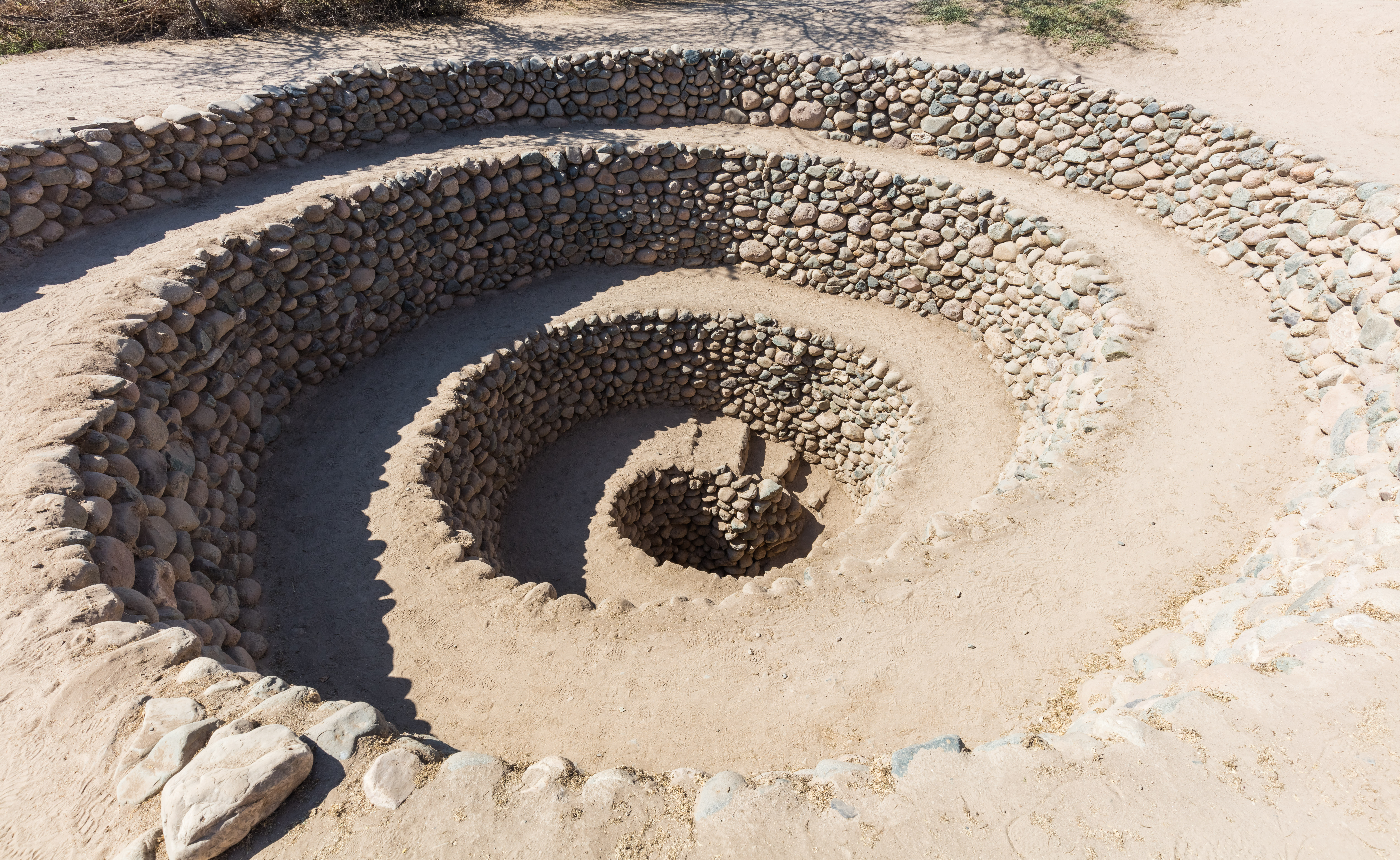
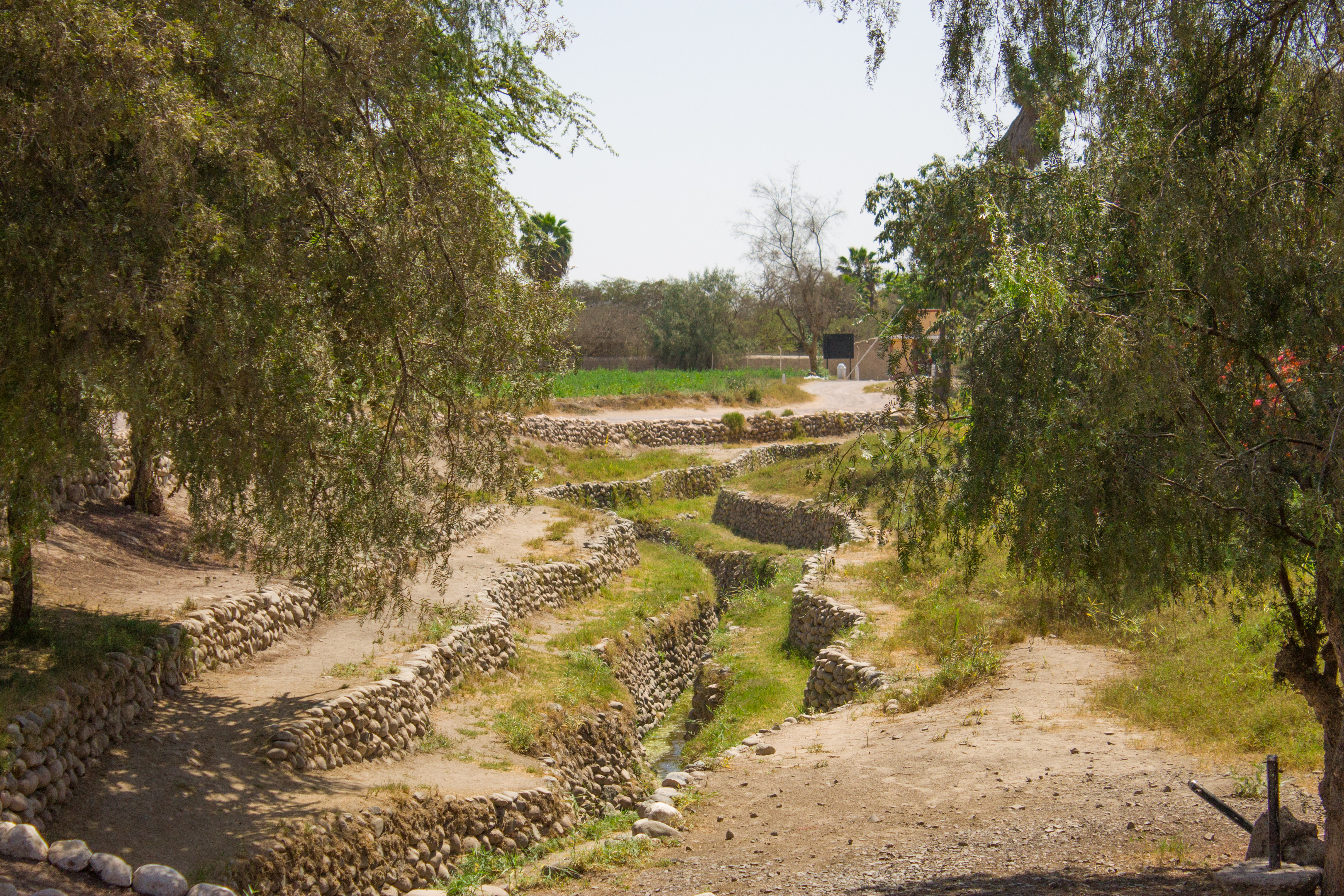